# Charlotte Percy
Lady Charlotte Florentia Percy, duquesa de Northumberland (Charlotte Florentia Clive; 12 de septiembre de 1787 – 27 de julio de 1866) fue institutriz de la futura reina Victoria del Reino Unido.

## Familia

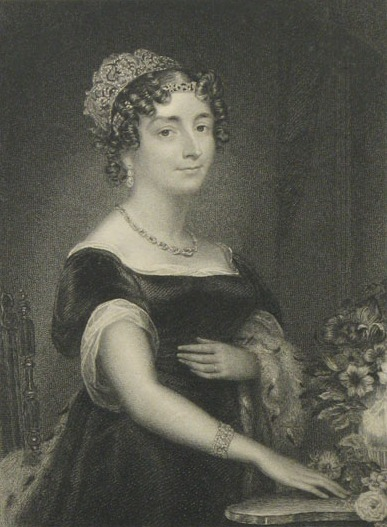
Grabado de la duquesa publicado por la revista La Belle Assemblée en 1829

Tercera de los hijos del político Edward Clive, earl de Powis y la coleccionista de minerales Henrietta Clive, era nieta por parte de padre del general Robert Clive, barón Clive, y por parte de madre del earl de Powis, Henry Herbert. El 29 de abril de 1817 se casó con Hugh Percy, futuro duque de Northumberland. El 10 de julio de ese mismo año murió su suegro, y su marido heredó el ducado.

## Ocupaciones
En 1825, los duques de Northumberland asistieron a la coronación del rey Carlos X de Francia en representación del rey Jorge IV del Reino Unido. Charlotte también acompañó a su marido a Dublín cuando fue nombrado Lord teniente de Irlanda, puesto que ejerció de 1829 a 1831. Ese año, gracias a su amistad con el rey, se convirtió en institutriz de la sobrina de este y su presunta heredera, la princesa Victoria de Kent, que ascendería al trono británico en 1837. Su función era predominantemente ceremonial, y Victoria siguió confiando sobre todo en la baronesa Louise Lehzen. La duquesa fue cesada en 1837 por la duquesa de Kent, madre de la princesa, por intentar aumentar su influencia en la educación de la joven y por negarse a obedecer al administrador de la casa, sir John Conroy. Charlotte ya se había opuesto antes a la dureza del sistema Kensington, diseñado por Conroy y la duquesa de Kent, y escribió a la princesa Feodora de Leiningen, hija de la duquesa de Kent y hermanastra de la princesa Victoria, para solicitar que se entrevistara con el rey y le pidiera que interviniera a favor de su sobrina y heredera. Fedora y la duquesa de  Northumberland también intentaron proteger a la baronesa Lehzen de la hostilidad con que la trataban Conroy y su amiga, Lady Flora Hastings.

## Fallecimiento y legado

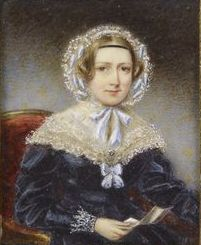
Retrato de la duquesa realizado en 1839 por Thomas Overton, comprado por la reina Victoria en 1870

El matrimonio de los duques de Northumberland no tuvo descendencia. El duque murió el 11 de febrero de 1847 y la duquesa falleció en Twickenham el 27 de julio de 1866. Al poseer el título de duquesa de Northumberland, fue enterrada en la cripta de ese nombre en la Abadía de Westminster.
La duquesa nació en el seno de una familia muy aficionada a las plantas, y ella misma era una gran entusiasta. Fue la primera persona que consiguió cultivar y hacer florecer plantas sudafricanas pertenecientes al género clivia, bautizado en su honor por el botánico John Lindley en 1828.

## Títulos y tratamientos
- 1787-1804: Honorable Charlotte Clive
- 1804-1817: Lady Charlotte Clive
- 1817: Condesa Percy
- 1817-1847: Su gracia la duquesa de Northumberland.
- 1847-1866: Su gracia Charlotte, duquesa de Northumberland.